# Road of Resistance
Road of Resistance（日：ロード・オブ・レジスタンス）是BABYMETAL在2015年2月1日發行的數位音樂下載單曲。由唱片公司BMD FOX RECORDS發行。

## 概況
2015年1月7日於現場專輯《LIVE AT BUDOKAN 〜RED NIGHT〜》首批限量版中附贈錄音室的版本。2015年2月1日作為單曲以數位下載的形式發行。之後，在2015年5月至6月間追加發行首張錄音室專輯《BABYMETAL》的歐版與美版中，以附贈曲目的方式收錄。
2016年4月1日，收錄在第二張錄音室專輯《METAL RESISTANCE》的所有版本中。

## 錄音、製作、音樂類型
這首歌曲邀請了英國速度金屬樂團DragonForce的兩位吉他手李康敏與Sam Totman共同創作，兩人也參加了樂器錄製，混音和母帶工程由義大利旋律死亡金屬樂團Disarmonia Mundi成員Ettore Rigotti擔任。主題是BABYMETAL的金屬抗爭之路，征服世界的第一步。曲子融合了速度金屬、力量金屬、旋律交響金屬與頌歌。歌詞有著「狼煙」、「反抗」等語句。
Sam Totman表示，因為要在現場表演的人不是他，所以創作時故意增加吉他的難度與速度。在2015年6月16日《Metal Hammer》主辦的「金神獎」上，DragonForce與BYBYMETAL同台共演了本曲，由他們代替「神樂隊」的位置演奏。Sam Totman之後在訪談中說「在確定要共演後，不得不加緊練習」。

## 獎項與榮譽
- 美国《Loudwire（英语：Loudwire）》2015年20大最佳重金屬歌曲第14名[12]
- 美国「Loudwire 第五屆音樂獎」年度最佳重金屬歌曲獎（讀者票選）[13]
- 美国《告示牌》世界數位歌曲榜第22名[1]

## 音樂錄影帶
2015年1月5日在YouTube上的BABYMETAL官方頻道中，上傳了2014年11月8日於O2 Academy Brixton音樂廳首演的影像作為預告片。2015年5月6日，上傳了2015年1月10日於埼玉超級競技場舉行的「BABYMETAL LEGEND "2015" 〜新春キツネ祭り〜」演唱會影片，作為官方的音樂錄影帶。影片導演是INNI VISION。

## 現場表演
2014年11月8日舉行「BABYMETAL BACK TO THE USA/UK TOUR 2014」巡迴演出，於英國站O2 Academy Brixton音樂廳首次演出本曲。
現場表演時，三名成員固定會持印有樂團標誌的黑旗出場，這部分借鑒了古日本戰場上的指物旗（如武田信玄的風林火山旗），代表她們是金屬抗爭戰場上的掌旗手。在如戰國時代的號角聲響起時，SU-METAL會高舉雙手示意觀眾分成兩邊，準備進行死牆（Wall of Death）。在吉他與鼓正式開始演奏時，成員也跳起像騎馬打仗的舞蹈動作。
現場表演中也包含引導觀眾合唱的設計。由於此曲具有極佳的煽動效果與獨特的儀式感，經常會安排在最後一首演出。現場表演的軍隊交鋒概念，同時也呈現在單曲封面上。

## 製作人員
- SU-METAL — 主唱
- YUIMETAL — 副唱
- MOAMETAL — 副唱
- KOBAMETAL（日语：KOBAMETAL） — 製作人
- KITSUNE of METAL GOD — 作詞
- MK-METAL — 作詞
- KxBxMETAL — 作詞
- Mish-Mosh — 作曲
- NORiMETAL — 作曲
- KYT-METAL — 作曲
- 教頭 — 編曲
- 李康敏 — 吉他・編曲
- Sam Totman — 吉他・編曲
- Leda — 貝斯
- Ettore Rigotti — 混音・母帶工程

## 外部連結
- 音樂錄影帶預告片
  - YouTube上的BABYMETAL - Road of Resistance - Trailer
- 音樂錄影帶
  - YouTube上的BABYMETAL - Road of Resistance - Live in Japan - (OFFICIAL)
- DISCOGRAPHY（页面存档备份，存于） - TOY'S FACTORY 官網（BABYMETAL作品列表）
- BABYMETAL - Road of Resistance歌詞（页面存档备份，存于）